# کاسل راک (کلرادو)
کاسل راک (به انگلیسی: Castle Rock) شهری در ایالت کلرادو کشور ایالات متحده آمریکا است که جمعیت آن در سرشماری سال ۲۰۱۰ میلادی، ۴۸٬۲۳۱ نفر بوده‌است.

## نگارخانه

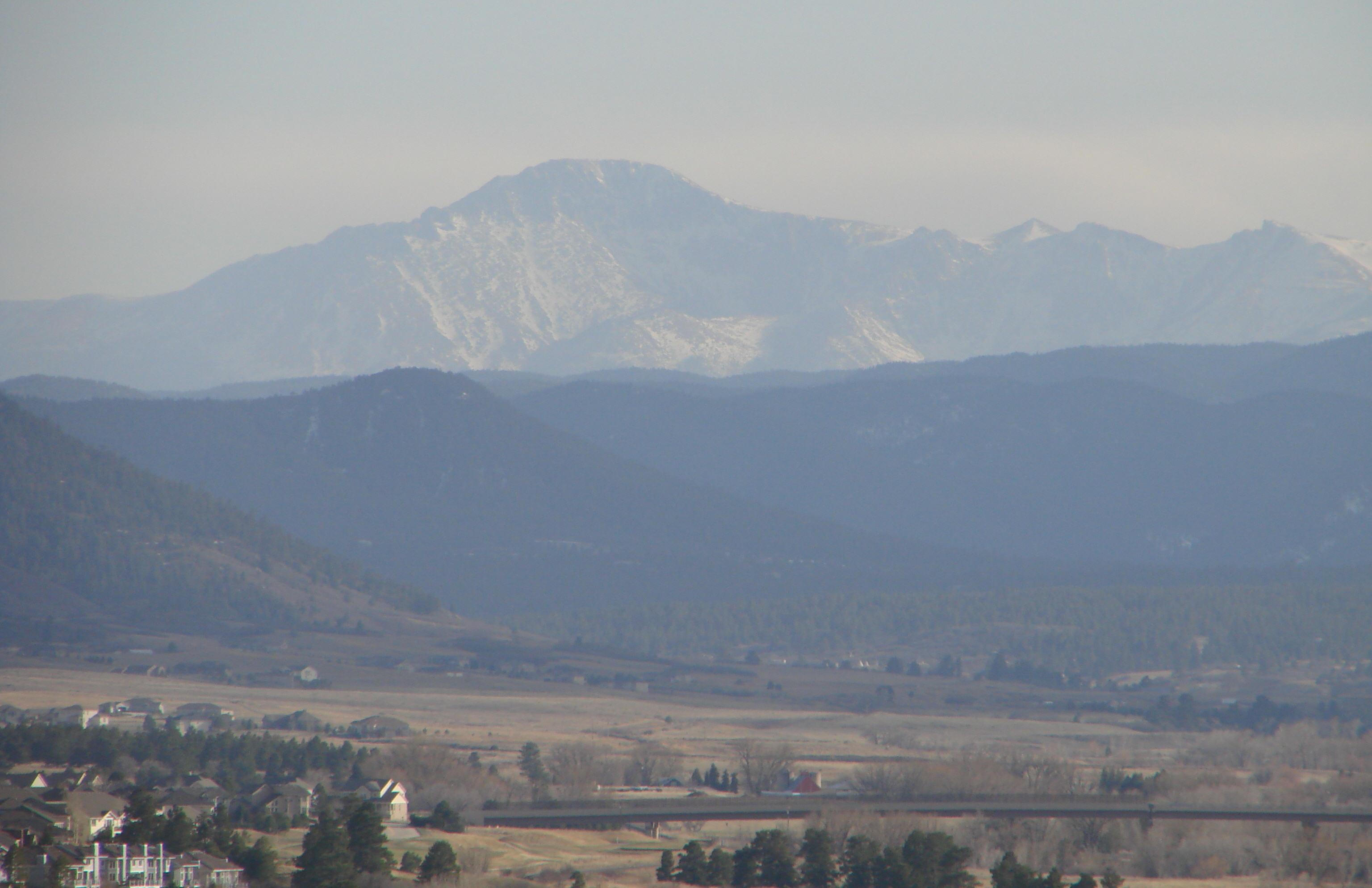
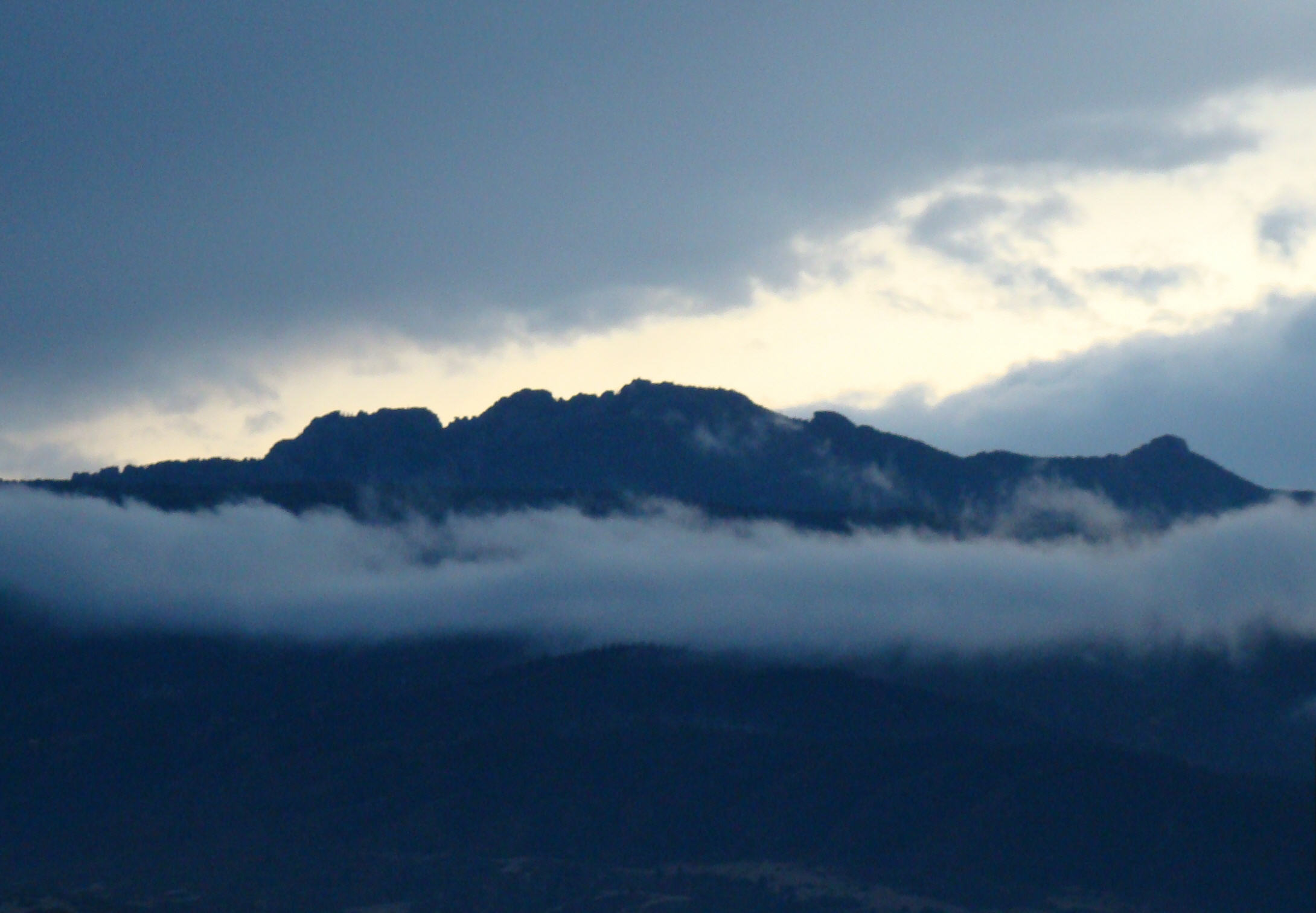
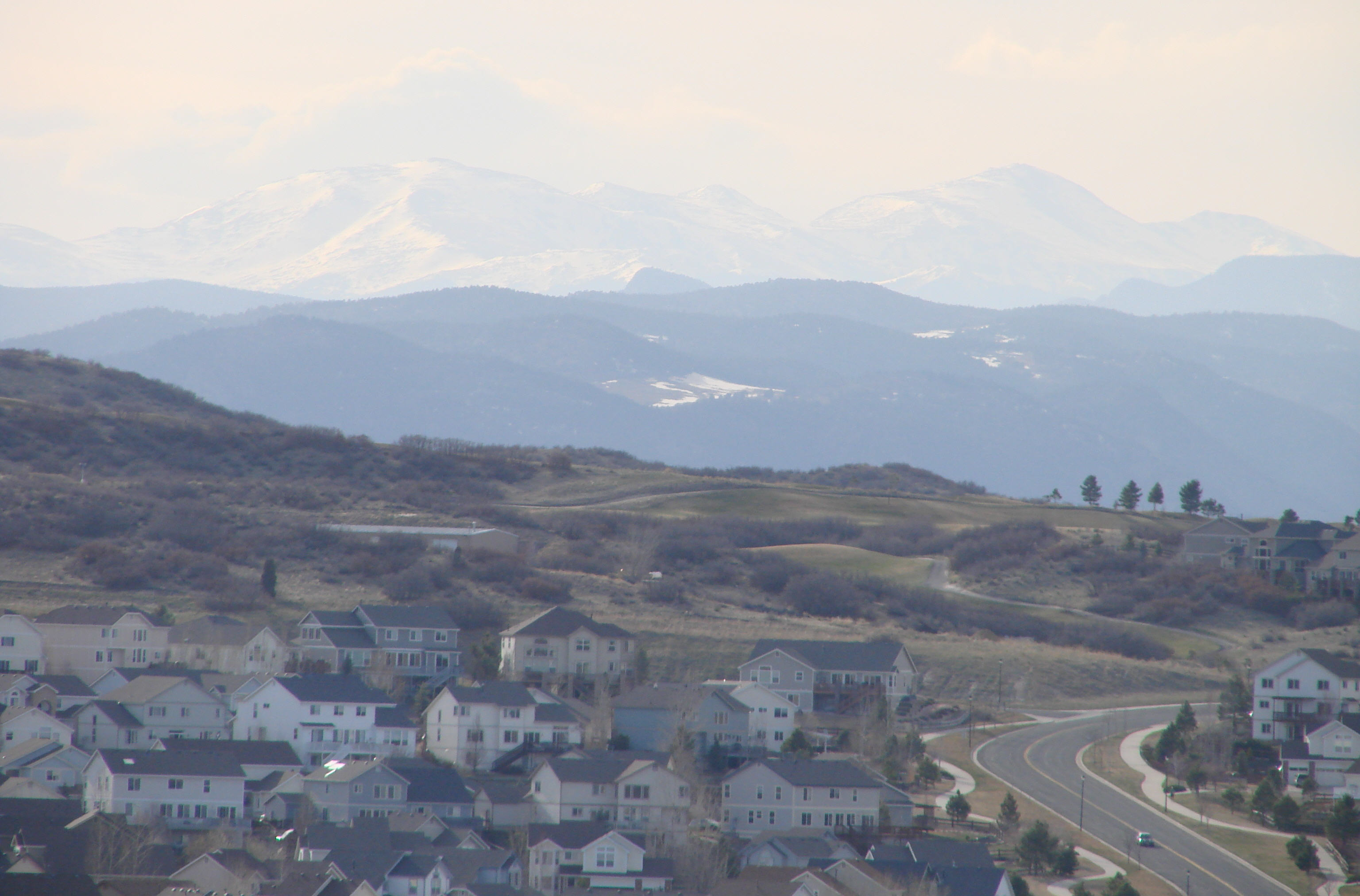
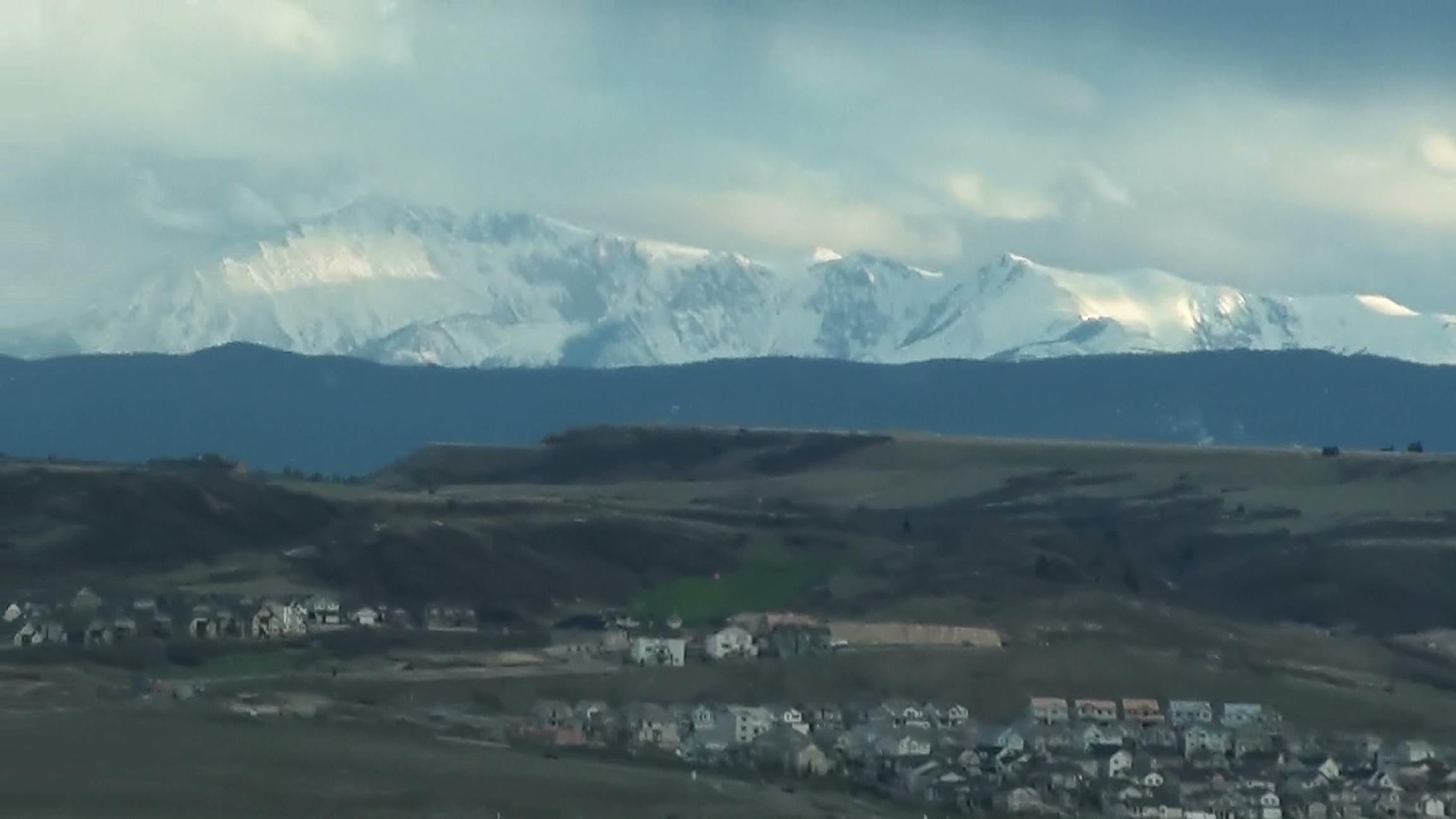
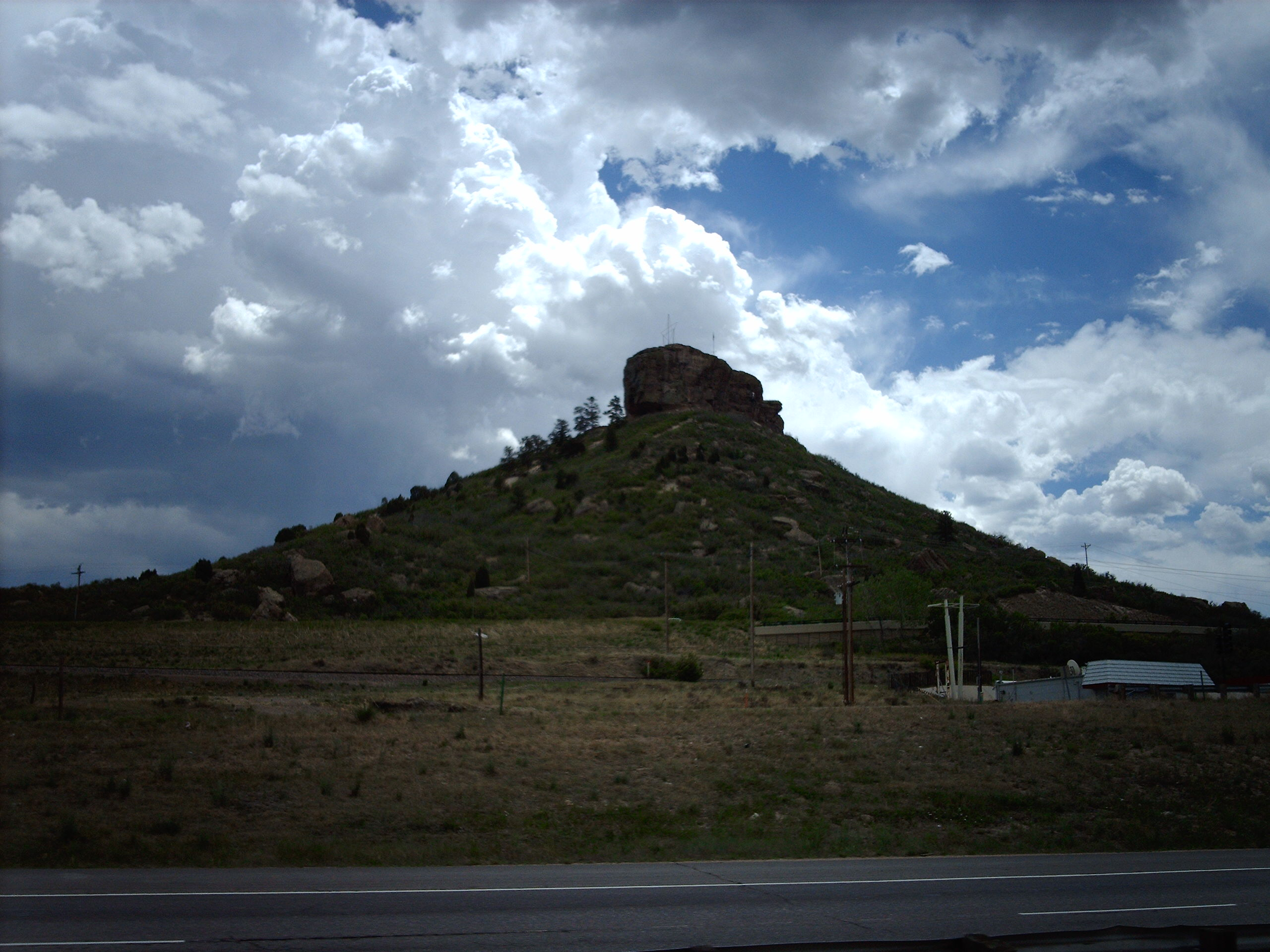
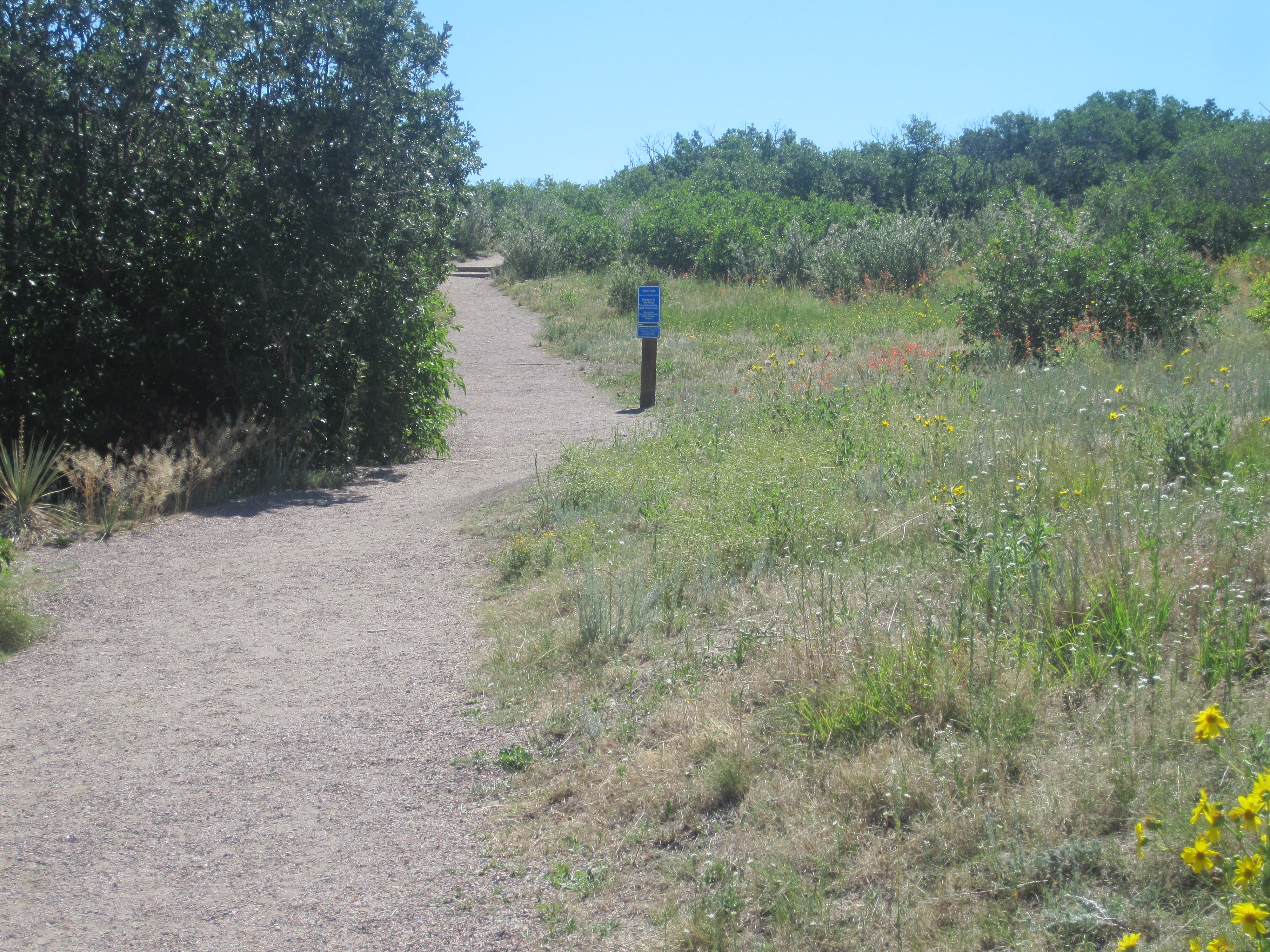